# Barbara Yurtdaş

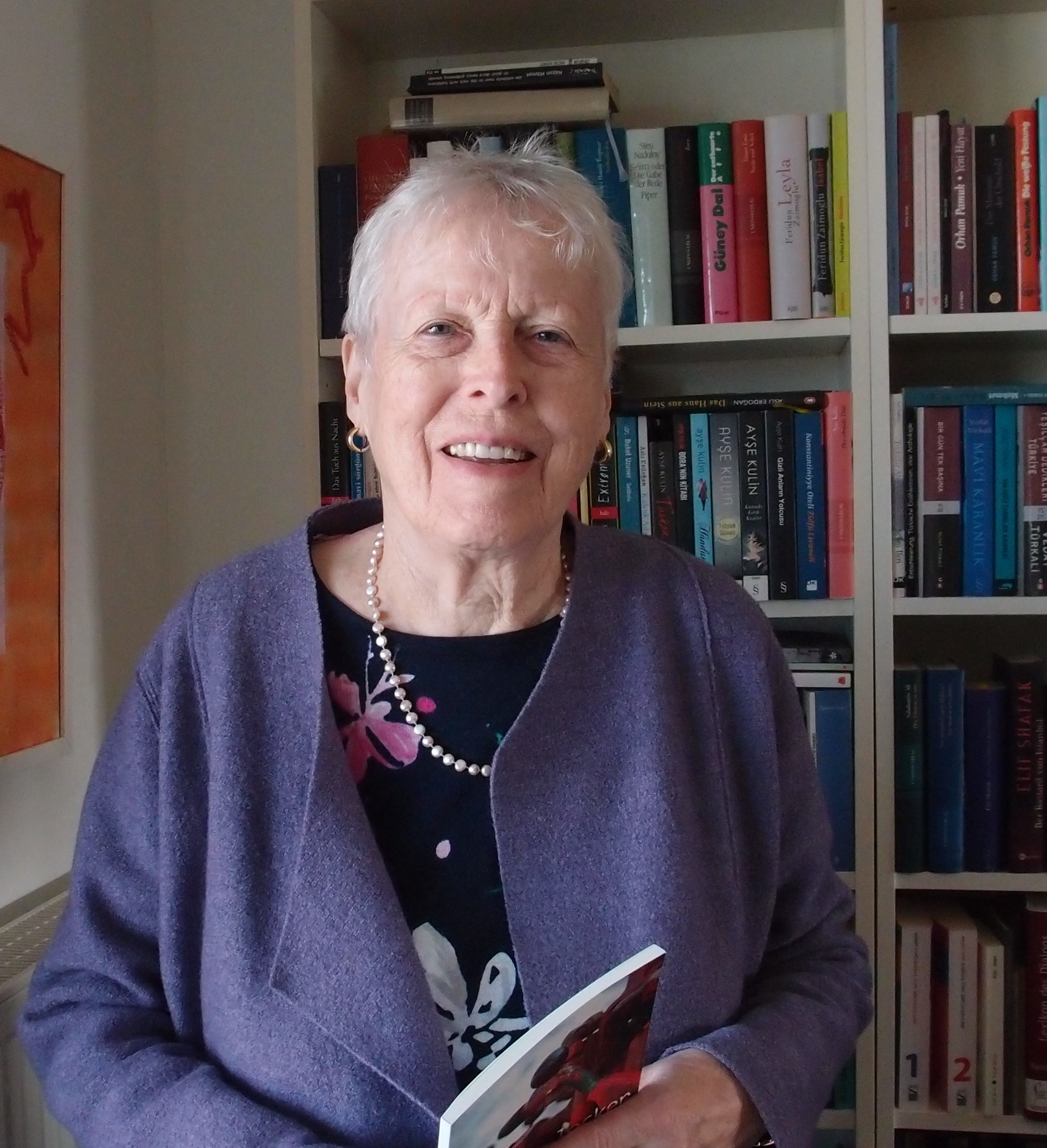
Barbara Yurtdaş (2020)

Barbara Yurtdaş (* 8. Oktober 1937 in Leipzig) ist eine deutsche Autorin und literarische Übersetzerin.

## Leben
Yurtdaş studierte in Göttingen und München Germanistik, Slawistik und Geschichte.
Barbara Yurtdaş schreibt Romane, Erzählungen, Gedichte über deutsch-türkische Beziehungen sowie Sachbücher zu Themen wie Istanbul. Ein Reisebegleiter (2004). Sie debütierte 1983 mit dem Roman Wo mein Mann zuhause ist .... Dieser, wie auch der Roman und Wo auch ich zu Hause bin (1994), sind stark autobiografisch geprägte deutsch-türkische Familiengeschichten. 
Barbara Yurtdaş lebte mit ihrem türkischen Ehemann und ihren beiden Söhnen zwölf Jahre in der Türkei, vorwiegend in Izmir. Seit 1993 lebt sie wieder in München. Bis 2001 arbeitete sie als Lehrerin an einem Gymnasium.
Barbara Yurtdaş hat zahlreiche Bücher ins Deutsche übertragen, zum Beispiel Romane von Duygu Asena und Mario Levi. 2015 erhielt sie den Übersetzerpreis Tarabya für literarischen Übersetzungen aus dem Türkischen. 
Sie arbeitete mehrfach mit modernen Komponisten zusammen, zum Beispiel Dorothee Eberhardt und Bernhard Weidner, der ihren Zyklus Yurtdaş-Lieder vertonte (Uraufführung 25. November 2021).

## Bibliographie
Lyrik
- Herzraster. Gedichte für Frauen. Eigenverlag, München 2000, ISBN 3-8311-0386-0.
- Im Bachbett des Schmerzes. Gedichte. Eigenverlag, München 2002, ISBN 3-8311-3366-2.
- Wortklauberei. Gedichte. Spielberg, Regensburg, 2012, ISBN 978-3-940609-78-6.
- Todsichere Sache. Vom Leben mit dem Sterben. Gedichte. Spielberg, Regensburg 2016, ISBN 978-3-95452-694-9.
- Schraube locker. Spielberg, Neumarkt 2020, ISBN 978-3-95452-743-4.
- FrauenFrauen : Gedichte für alte und junge Geliebte, für Schwestern und Mütter, für Kämpferinnen und Verbündete. Spielberg, Neumarkt 2022, ISBN 3-95452-757-X.

Prosa
- Wo mein Mann zuhause ist ... Tagebuch einer Übersiedlung in die Türkei. Rowohlt, Reinbek 1983, ISBN 3-499-15137-5.
- Einen Mondmonat lang. Erzählung. Frauenoffensive, München 1985, ISBN 3-88104-149-4.
- Muttermord in Ephesos. Roman. Piper, München 1992, ISBN 3-492-11259-5.
- Wo auch ich zu Hause bin. Eine türkisch-deutsche Familiengeschichte. Piper, München 1994, ISBN 3-492-11638-8.
- Wenn Frauen reisen. Erzählungen aus der Türkei. Piper, München 1995, ISBN 3-492-11914-X.

Sachbuch
- Gebrauchsanweisung für die Türkei. Piper, München 1997, ISBN 3-492-04997-4.
- Istanbul. Ein Reisebegleiter. Neuaufl. Insel-Verlag, Frankfurt am Main 2004, ISBN 3-458-34726-7.
- Türkei. Ein Reisebegleiter. Insel-Verlag, Frankfurt am Main 2008, ISBN 978-3-458-35049-1.

Anthologien und Literaturzeitschriften (Auswahl)
- Theo Breuer und Traian Pop (Hrsg.): Matrix 28. Atmendes Alphabet für Friederike Mayröcker. Pop Verlag, Ludwigsburg 2012, ISSN 1861-8006.
- als ich fisch war, ja, als ich fisch war. Anthologie mit Augusta Laar, Alma Larsen und Katharina Ponnier. Allitera, München 2014, ISBN 978-3-86906-685-1.

Übersetzungen
- Duygu Asena: Die Frau hat keinen Namen. eine Türkin entdeckt die Folgen des kleinen Unterschieds (Kadının adı yok). Piper, München 1992, ISBN 3-492-11485-7.
- Duygu Asena: Meine Liebe, deine Liebe. (Aslında aşk da yok). Roman. Mit Alı Yurtdaş. Piper, München 1994, ISBN 3-492-11792-9.
- Sema Kaygusuz: Wein und Gold (Yere düşen dualar). Roman. Mit Hüseyin Yurtdas. Suhrkamp, Frankfurt am Main 2008, ISBN 978-3-518-41996-0.
- Mario Levi: Istanbul war ein Märchen (Istanbul bir masaldi). Roman. Mit Hüseyin Yurtdas. Suhrkamp, Frankfurt am Main, 2008, ISBN 978-3-518-41997-7.
- Mario Levi: Wo wart ihr, als die Finsternis hereinbrach (Karanlik Çökerken Neredeydiniz). Roman. Mit Hüseyin Yurtdas. Suhrkamp, Berlin 2011, ISBN 978-3-518-42226-7.
- Nedim Gürsel: Allahs Töchter (Allah'in Kizlari). Roman. Suhrkamp Berlin 2012, ISBN 978-3-518-42291-5.
- Haydar Isik: Sultan Saladin (Serkoy'dan Sultan Selahaddin Eyyubiye). Historischer Roman. Universitas, Wien 2013, ISBN 978-3-8004-1518-2.
- Pelin Özer: Weltallblume/Uzay Cicegi. Gedichte. Zweisprachig Ausgabe Deutsch / Türkisch. Mit Hüseyin Yurtdas. Spielberg, Regensburg 2014, ISBN 978-3-95452-664-2.
- Nedim Gürse: Der Sohn des Hauptmanns (Yüzbasinin Oglu). Roman. DuMont Buchverlag, Köln 2017, ISBN 978-3-8321-9853-4.
- Hüseyin Yurtdas: Der Verkrochene. Elif Verlag, Nettetal 2020, ISBN 978-3-946989-33-2.
- Seyyidhan Kömürcü: Schmutzfleck. Elif Verlag, Nettetal 2021, ISBN 978-3-946989-34-9.
- Gökçenur Ç: Einsamer Feigenbaum : Gedichte. Zweisprachig türkisch-deutsch. Elif Verlag, Nettetal 2022, ISBN 978-3-946989-62-2.